# M4 (astronomia)
M 4 (noto anche come NGC 6121) è un brillante ammasso globulare visibile nella costellazione dello Scorpione; è visibile anche con piccoli strumenti.

## Osservazione

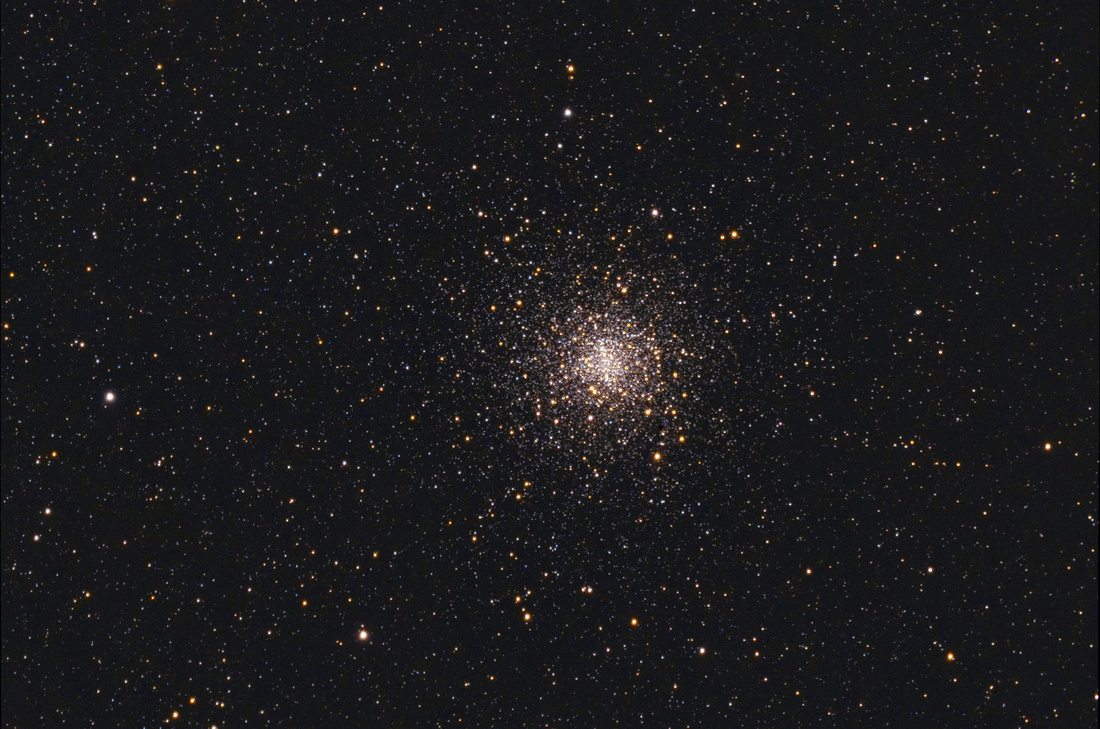
M4 visto con un telescopio amatoriale

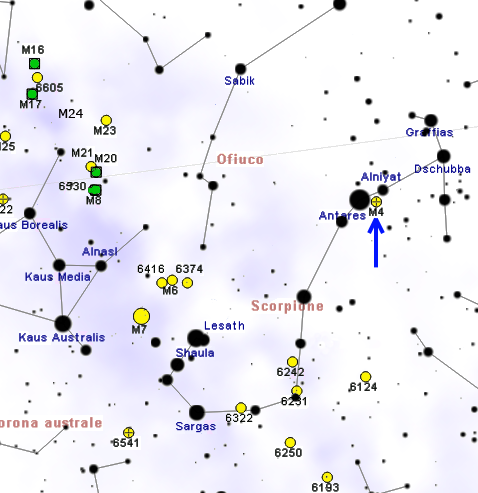
Mappa per individuare M4.

M4 è uno degli ammassi più facili da localizzare: basta infatti puntare su Antares e spostarsi di appena 1.3° ad ovest; in condizioni atmosferiche ottimali è perfino visibile ad occhio nudo, sebbene con estrema difficoltà, mentre già con un buon binocolo è facilmente osservabile. Un telescopio da 120mm permette già di risolvere alcune delle sue componenti stellari, sebbene la gran parte dell'oggetto permanga di aspetto nebuloso.
M4 può essere osservato con facilità anche quando non si mostra molto alto sull'orizzonte, ma occorre tener presente che si tratta di un oggetto situato a declinazioni moderatamente australi, dunque in alcune aree del Nord Europa e del Canada, a ridosso del circolo polare artico, non è mai osservabile; dall'emisfero sud, al contrario, M4 è ben visibile e alto nelle notti dell'inverno australe. Il periodo migliore per la sua osservazione nel cielo serale è quello compreso fra maggio e agosto.

## Scoperta
M4 fu scoperto da de Chéseaux nel 1746 che lo descrive così: "...vicino ad Antares...bianco, rotondo e più piccolo dei precedenti. Non penso sia stato mai trovato prima...". Messier lo cataloga nel 1764 con la seguente descrizione: "Ammasso di piccolissime stelle; con un telescopio più piccolo appare più simile ad una nebulosa; quest'ammasso si trova vicino ad Antares e sullo stesso parallelo. Osservato da M. de La Caille e riportato nel suo catalogo...diam. 2½' .". Questo fu anche il primo ammasso globulare ad essere risolto in stelle.

## Caratteristiche
M4 è uno degli ammassi globulari più grandi e vicini a noi; secondo le misurazioni tradizionali, disterebbe solo 6.000 anni luce dalla Terra, con un'estensione apparente di 22,8 minuti d'arco. Ciò significherebbe che M4 ha un'estensione reale di circa 95 anni luce.
Sono stati determinati la magnitudine e il colore di circa 660 stelle, tra le quali le più brillanti sono di magnitudine 15,6. In M4 sono note almeno 43 variabili tra cui 3 a breve periodo del tipo RR Lyrae e due semi-regolari rosse con periodo rispettivamente di 60 e 40 giorni. Nel 1987 è stata scoperta in M4 la prima pulsar con un periodo di circa tre millisecondi.
Nell'agosto del 1995 il Telescopio Spaziale Hubble è riuscito a fotografare in M4 delle nane bianche. In base a questa osservazione, la distanza dell'ammasso è stata stimata in 7.000 anni luce, un po' maggiore delle stime precedenti; anche se quest'ultima stima fosse quella corretta, resterebbe comunque l'ammasso globulare più vicino a noi.
M4 contiene più di 100.000 stelle, circa la metà delle quali è concentrata in 8 anni luce dal centro.
Il 10 luglio 2003 il telescopio Hubble ha scoperto un pianeta orbitante attorno a un sistema binario, formato da una pulsar, PSR B1620-26, e da una nana bianca. Questo pianeta extrasolare, PSR B1620-26 (AB)b, viene chiamato anche Matusalemme, a causa della sua età stimata: avrebbe, infatti, circa 13 miliardi di anni.

### Libri
- (EN) Stephen James O'Meara, Deep Sky Companions: The Messier Objects, Cambridge University Press, 1998, ISBN 0-521-55332-6.

### Carte celesti
- Toshimi Taki, Taki's 8.5 Magnitude Star Atlas, su geocities.jp, 2005. URL consultato il 7 novembre 2010 (archiviato dall'url originale il 5 novembre 2018). - Atlante celeste liberamente scaricabile in formato PDF.
- Tirion, Rappaport, Lovi, Uranometria 2000.0 - Volume II - The Southern Hemisphere to +6°, Richmond, Virginia, USA, Willmann-Bell, inc., 1987, ISBN 0-943396-15-8.
- Tirion, Sinnott, Sky Atlas 2000.0 - Second Edition, Cambridge, USA, Cambridge University Press, 1998, ISBN 0-933346-90-5.
- Tirion, The Cambridge Star Atlas 2000.0, 3ª ed., Cambridge, USA, Cambridge University Press, 2001, ISBN 0-521-80084-6.